# Roman Własow
Roman Własow (ros. Роман Андреевич Власов; ur. 6 października 1990 w Nowosybirsku) – rosyjski zapaśnik, dwukrotny mistrz olimpijski, trzykrotny mistrz i wicemistrz świata, czterokrotny mistrz Europy.
Startuje w stylu klasycznym w kategorii do 74 kg. Największym jego sukcesem jest złoty medal igrzysk olimpijskich w Londynie (w kategorii 74 kg) i Rio de Janeiro 2016 (w kategorii 75 kg) oraz złoty medal mistrzostw świata w 2011 roku.
Wygrał indywidualny Puchar Świata w 2020. Pierwszy w Pucharze Świata w 2017; drugi w 2014 i 2015 i trzeci w 2011 i 2013 roku.
Zwycięzca uniwersjady w 2013. Mistrz Rosji w 2011, 2017 i 2019, a drugi w 2014 roku.

## Odznaczenia
- Order Przyjaźni (13 sierpnia 2012) – za wielki wkład w rozwój kultury fizycznej i sportu, wysokie osiągnięcia sportowe na zawodach XXX Olimpiady 2012 roku w mieście Londynie (Wielka Brytania)[2]